# Skaland
Skaland (nordsamiska: Birgi) är en kyrkby och tidigare tätort i Senja kommun i Troms fylke i norra Norge. Orten ligger vid fylkesväg 7866, vid sidan av fylkesväg 862, på den norra sidan av Bergsfjorden, på den nordvästra delen av önSenja. Här finns Bergs kyrka.
Skaland är uppbyggt kring Skaland Grafitverk, som är dess viktigaste företag. Från Skaland leder två vägar till staden Finnsnes och fastlandet: fylkesväg 864/fylkesväg 86 via Straumsbotn och fylkesväg 861 via Senjahopen, Mefjordbotn och Gibostad.
Namnet kommer av fornnordiskans Skagaland, av skagi, 'udde, något som sticker fram'.
Orten utgjorde tidigare centralort i dåvarande Bergs kommun.
Sedan 2004 räknas orten inte längre som en tätort.